# ストラッキーノ

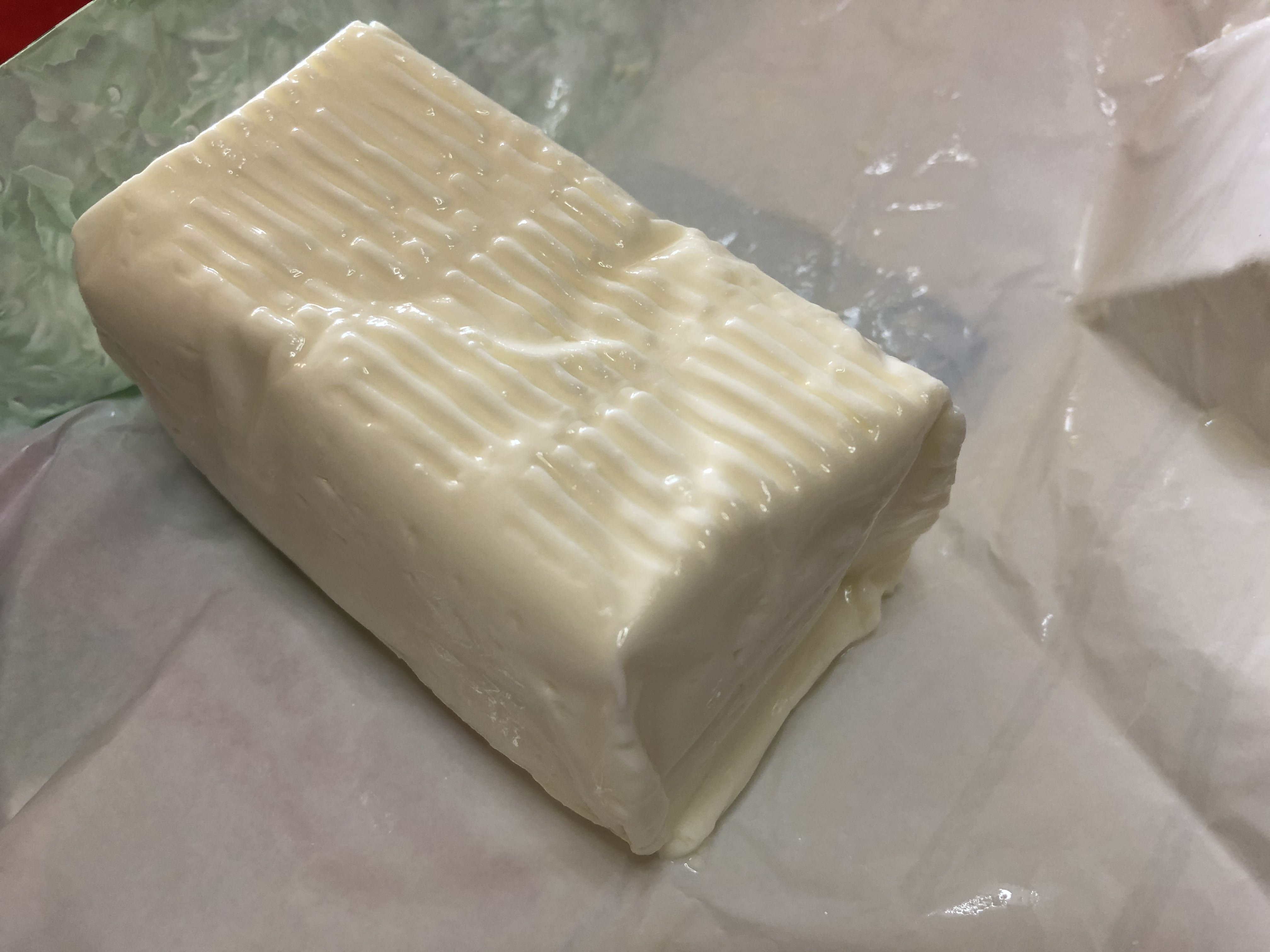
ストラッキーノチーズ

ストラッキーノ （イタリア語発音: [strakˈkiːno] ）、あるいはクレッシェンツァ （イタリア語発音: [kreʃˈʃɛntsa] ）は、イタリアの牛乳チーズの一種。ロンバルディア州、ピエモンテ州、ヴェネト州、リグーリア州の代表的なチーズである。ほとんど熟成しないうちに食べるチーズで、皮はなく、非常に柔らかくクリーミーな質感を持ち、通常はマイルドで繊細な風味を持つ。外観は普通四角形状を呈する。
「ストラッキーノ」という名称は、ロンバルド語で「疲れた」を意味する形容詞のstrachに由来する。秋にアルプスの牧草地から降りてきた疲れた牛の乳は、脂肪分が多く、酸味が強いと言われている。伝説によると、このような特徴はアルプス山脈を季節ごとに移動して、異なる牧草地に移動した牛の乳から発見されたという。このような牛の乳が、チーズに特徴的な風味を与えているといえる。
ジェノバの東に位置するリグーリア・リヴィエラのレッコでは、フォカッチャ・コル・フォルマッジョ（チーズフォカッチャ）やフォカッチャ・ディ・レッコにストラッキーノを入れるのが一般的で、エミリア＝ロマーニャ州や近隣の一部の地域（マルケ州北部、ウンブリア州、トスカーナ州東部など）では、ピアディーナという薄く平たいパンで作られたカッショーネに入れるのが一般的である。
2022年時点で、日本では珍しい種類のチーズになるが、群馬県川場村道の駅川場田園プラザ内のチーズ工房でストラッキーノの製造、販売が行われている。